# Olympia Snowe
Olympia Snowe, née Bouchles le 21 février 1947 à Augusta (Maine), est une femme politique américaine. Membre du Parti républicain, elle est élue du Maine au Congrès des États-Unis de 1979 à 2013, d'abord à la Chambre des représentants, puis au Sénat à partir de 1995.

## Biographie

### Enfance
Olympia Jean Bouchles est la fille de George et Georgia Goranites Bouchles. Son père est originaire de Sparte en Grèce. Sa mère meurt d'un cancer alors qu'elle a huit ans et son père décède un an plus tard de maladie de cœur. Orpheline, Olympia est élevée avec les cinq autres enfants de son oncle et sa tante à Auburn dans le Maine, séparée de son frère John. Quelques années plus tard, son oncle est lui-même emporté par la maladie.
En 1969, Olympia Bouchles est diplômée en science politique de l'université du Maine. Elle épouse Peter Snowe, élu républicain à la Chambre des représentants du Maine pour Auburn (1967-1973).

### Entrée en politique sur fond de tragédie
Olympia Snowe rentre au service du représentant fédéral du Maine William Cohen. En 1973, son mari Peter Snowe se tue dans un accident de voiture. Un an plus tard, en 1974, seulement âgée de 26 ans, elle est élue à la Chambre des représentants du Maine au siège qu'occupe auparavant son mari. Elle sera réélue en 1976.

### Carrière nationale

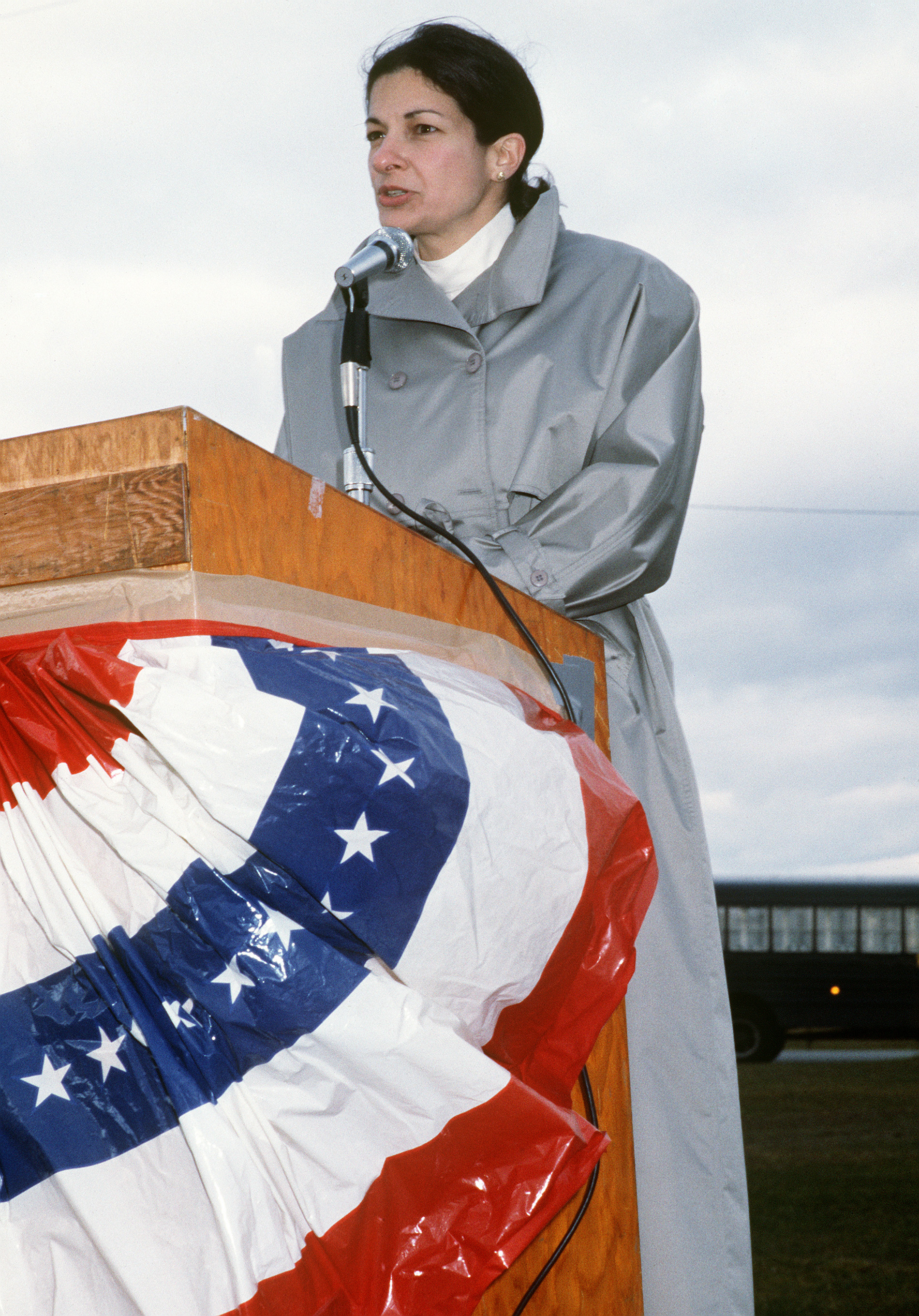
Olympia Snowe en 1986.

En 1978, Olympia Snowe est élue à la Chambre des représentants des États-Unis au siège laissé vacant par William Cohen, élu au Sénat. Elle représente le deuxième district congressionnel du Maine, couvrant notamment Bangor. Elle siègera à la Chambre des représentants jusqu'en 1995. En février 1989, elle épouse John McKernan, alors gouverneur du Maine, devenant ainsi la première dame de l'État.

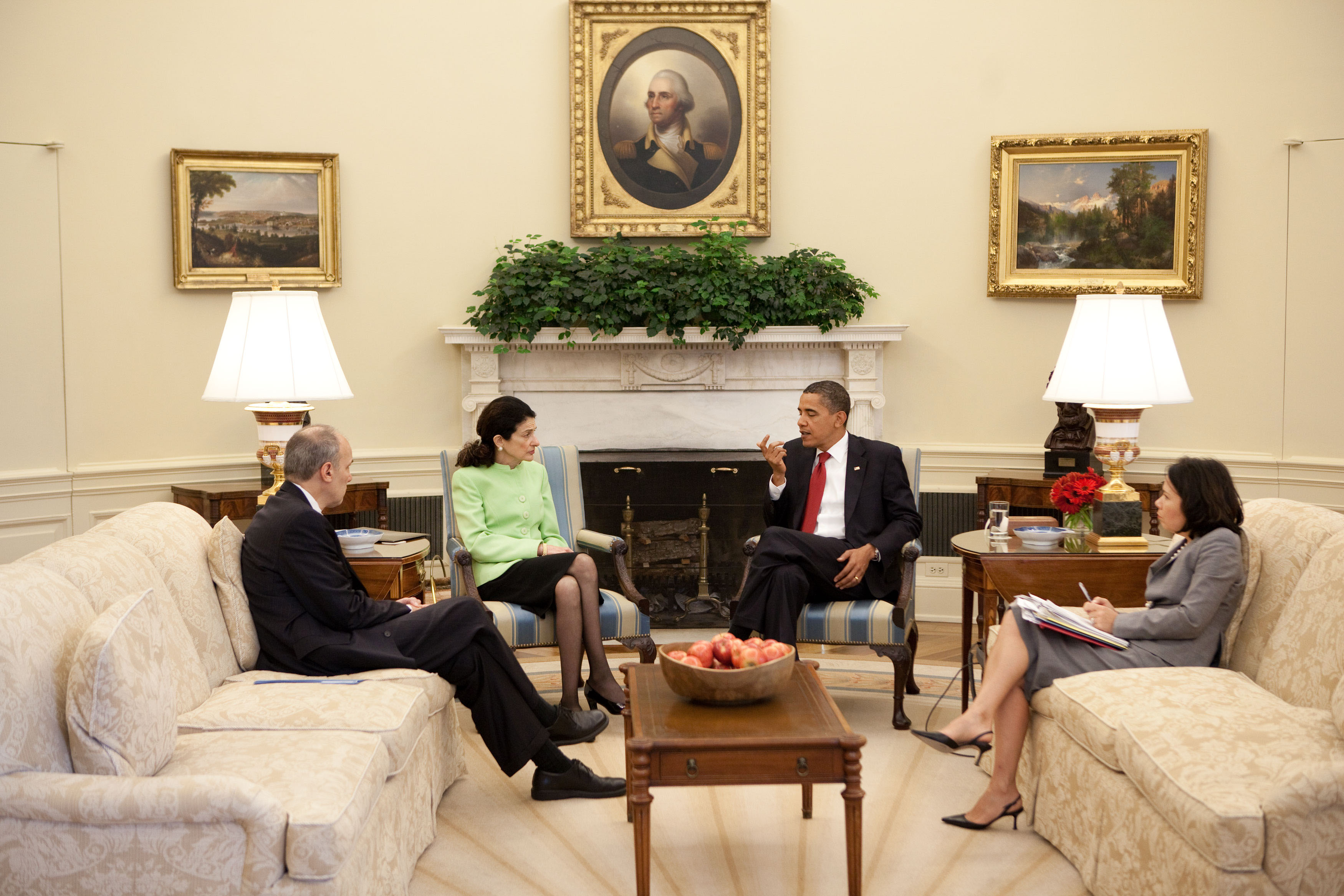
Snowe dans le Bureau ovale avec Barack Obama, en 2009.

En 1994, elle est élue au Sénat des États-Unis avec 60 % des voix contre le démocrate Tom Andrews. Elle reprend le siège laissé vacant par le sénateur démocrate George J. Mitchell, autrefois celui du démocrate Edmund Muskie. En 1998, avec l'autre sénatrice du Maine, la républicaine Susan Collins, elle vote contre l'impeachment du président Bill Clinton. En 2000, elle est réélue avec 69 % des voix contre le président démocrate du Sénat du Maine, Mark Lawrence.
Membre de plusieurs commissions importantes du Sénat, elle est surnommée « The Big O » par le président George W. Bush. En décembre 2005, avec un taux d'approbation de 75 % des résidents du Maine, elle est la sénatrice la plus populaire du Congrès, devant Susan Collins, l'autre sénatrice de l'État.
Lors des élections de 2006, elle est triomphalement réélue avec 74 % des voix contre 21 % pour la candidate démocrate Jean Hay Bright. En 2012, Olympia Snowe décide de ne pas solliciter un nouveau mandat au Sénat. La même année, elle joue son propre rôle au côté de la sénatrice démocrate Barbara Boxer (Californie) dans la série télévisée Parks and Recreation.

## Positions politiques
Snowe est une républicaine modérée, indépendante, partisane du droit à l'interruption volontaire de grossesse (IVG) et des droits des homosexuels, ce qui en fait une cible des conservateurs qui la qualifient de RINO (Republican In Name Only).
Elle est conservatrice en matière de fiscalité et défense nationale. Partisane de la baisse des impôts, elle vote avec les républicains pour réduire ceux-ci. Cataloguée parmi les faucons en politique étrangère, elle soutient l'intervention militaire au Kosovo de Bill Clinton, l'invasion de l'Afghanistan et la guerre d'Irak de George W. Bush.
Ses priorités politiques sont la réforme des règles de financement des campagnes électorales, l'accès à la contraception, l'aide aux PME et l'aide à l'enfance. Elle a été une des porte-parole des élus républicains préoccupés par le plan de réforme de la sécurité sociale présenté par George W. Bush.
Le 6 août 2009, Snowe est l'un des neuf sénateurs républicains à voter pour la nomination de Sonia Sotomayor à la Cour suprême des États-Unis. En octobre 2009, à la commission des finances du Sénat, elle vote pour la réforme de la protection santé du président Obama en commission. Toutefois, elle vote contre lors de l'examen final de la loi. En juillet 2010, elle vote la réforme de la régulation financière, le Dodd–Frank Wall Street Reform and Consumer Protection Act. Elle vote également en faveur de la loi nommée en l'honneur de Matthew Shepard, qui prévoit des peines plus lourdes pour les crimes de haine motivés par l'orientation sexuelle, l'identité de genre ou le handicap.
Le 5 août 2010, elle fait partie des cinq sénateurs républicains à voter pour la nomination d'Elena Kagan à la Cour suprême des États-Unis. Le 18 décembre 2010, Snowe vote l'abrogation de la loi Don't ask, don't tell, qui interdisait aux membres des forces armées des États-Unis d'afficher leur homosexualité. Huit sénateurs républicains ont voté l'abrogation,.